# Mark Abene
Mark Abene (1972- ), ex-hacker norte-americano.
Conhecido pelo pseudônimo de Phiber Optik, inspirou toda uma geração a fuçar os sistemas públicos de comunicação (particularmente a telefonia) e sua popularidade chegou ao nível de ser considerado uma das 100 pessoas mais inteligentes de New York.
Foi preso por um ano em 1993 por conspiração e acesso não autorizado a sistemas de computador e telefônicos.
- "Mark não foi preso pelo que fez, mas porque ele sabia como fazer" ( Joshua quittner - Time).
- "Depois do incidente Phiber Optik tinha como invadir computadores de dezenas de empresas e até da Marinha da Austrália. Mas em vez disso, ele espalhou pela Internet mensagens alertando para o ponto vulnerável que havia descoberto. Com isso, provedores e empresas mais atentos puderam corrigir o problema"(revista Exame). Isto em 1993.

Trabalha atualmente como consultor em segurança de sistemas.